# 梅ケ沢駅
梅ケ沢駅（うめがさわえき）は、宮城県登米市迫町字新田外沢田にある、東日本旅客鉄道（JR東日本）東北本線の駅。

## 歴史
- 1943年（昭和18年）7月20日：鉄道省の梅ケ沢信号場として開設[2][3]。
- 1953年（昭和28年）3月2日：梅ケ沢駅に昇格[2][3]。
- 1984年（昭和59年）12月1日：無人化[2][4]。
- 1987年（昭和62年）4月1日：国鉄分割民営化により、東日本旅客鉄道の駅となる[3]。
- 2001年（平成13年）：駅舎を改築[2]。
- 2024年（令和6年）10月1日：えきねっとQチケのサービスを開始[1][5]。

## 駅構造
単式ホーム2面2線を持つ地上駅である。1958年（昭和33年）9月の当駅付近複線化に際し2面3線化されたが、現在は島式ホームの内側の中線が撤去され、柵が設置されている。互いのホームは跨線橋で連絡している。
小牛田駅管理の無人駅である。かつては木造モルタル仕上で平屋建であったが、2001年（平成13年）にコンクリート製の簡易な駅舎に建て替えられている。また、以前は簡易自動券売機が設置されていたが、現在は自動精算機対応乗車駅証明書発行機として設置されている。

### のりば
| 番線 | 路線      | 方向 | 行先             |
| ---- | --------- | ---- | ---------------- |
| 1    | ■東北本線 | 上り | 小牛田・仙台方面 |
| 2    | ■東北本線 | 下り | 一ノ関方面       |

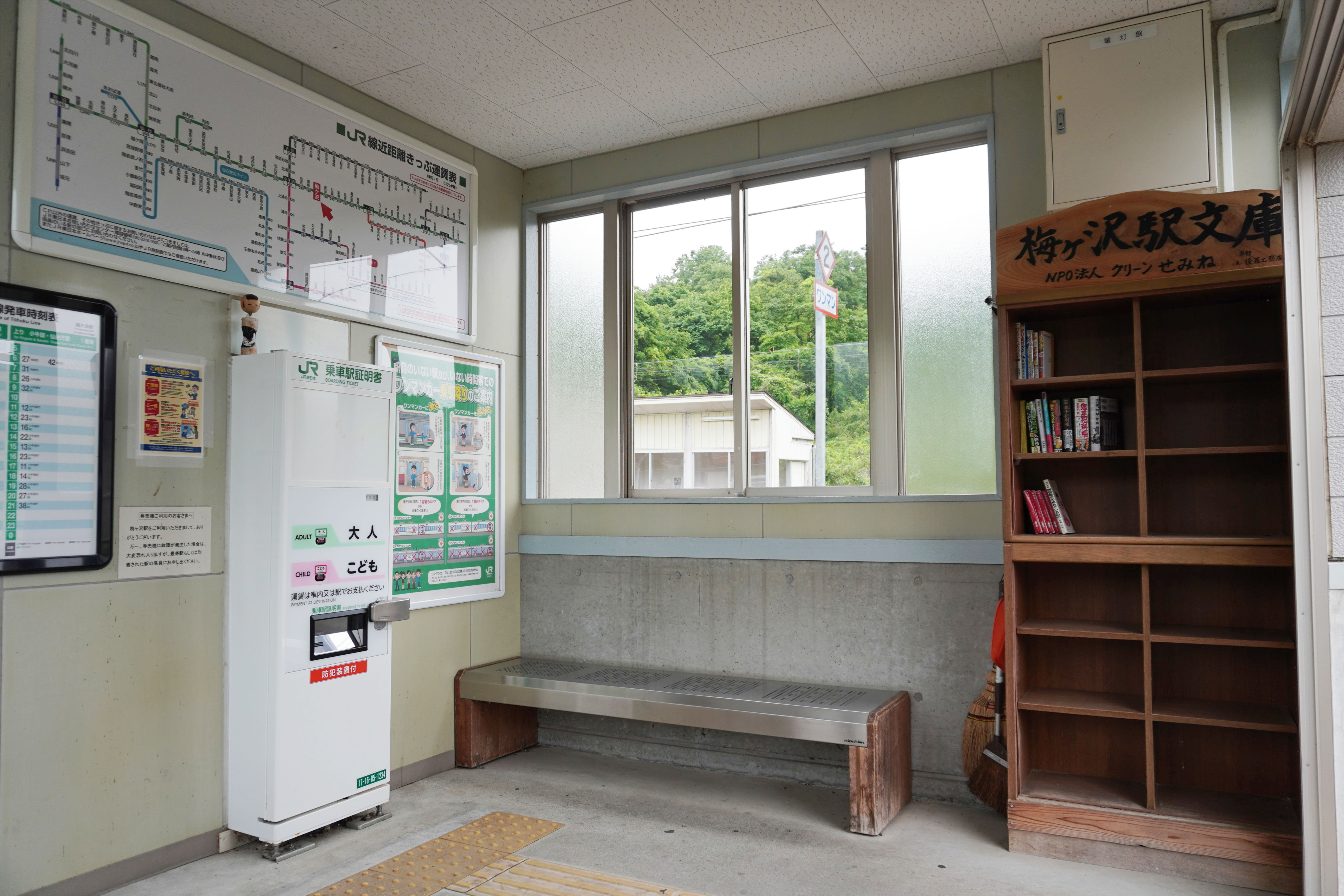
駅舎内（2023年5月）
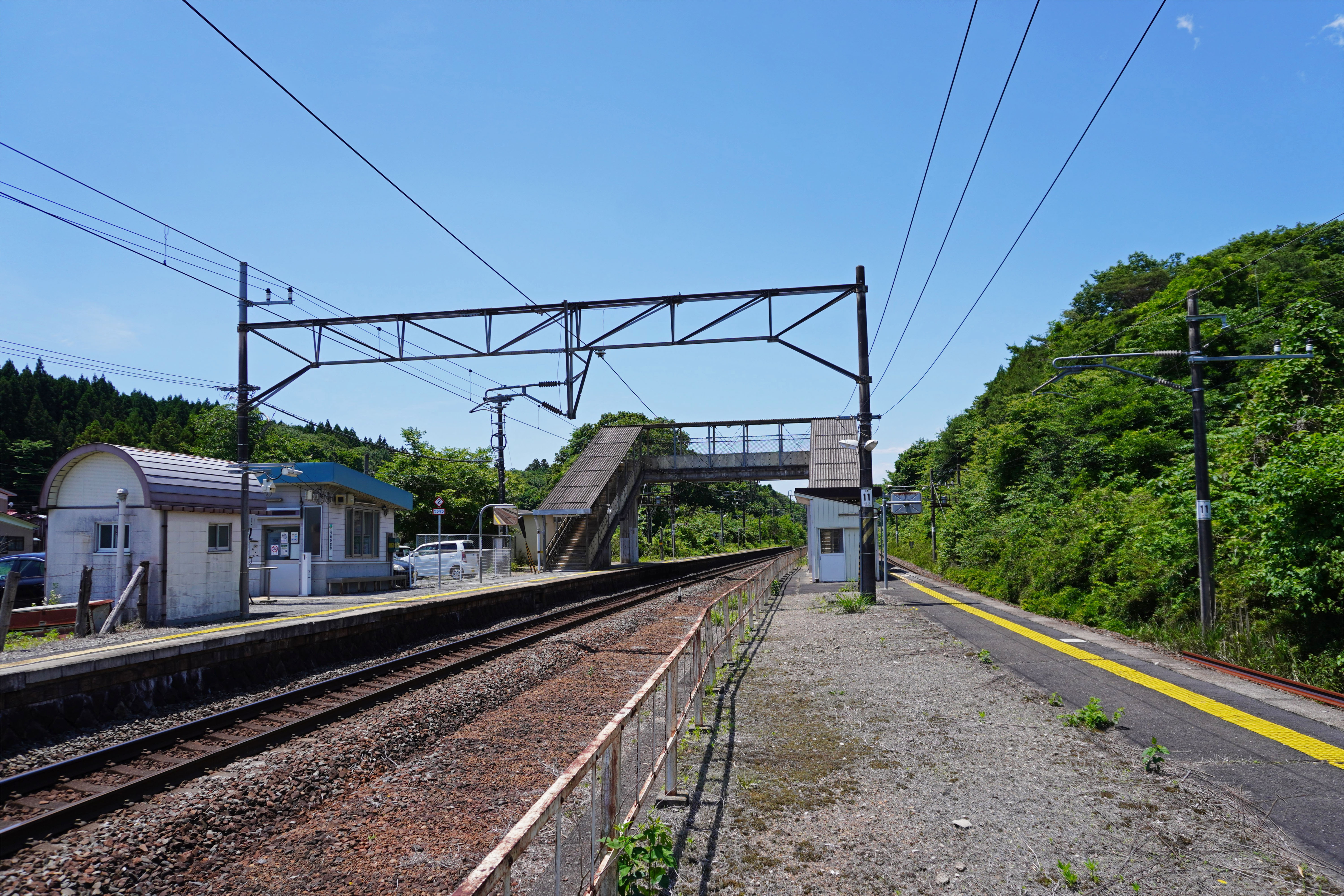
ホーム（2023年6月）

## 駅周辺
山の中の駅である。
- 長沼
- 梅ヶ沢駅前簡易郵便局
- 国立療養所東北新生園
- 宮城県道1号古川佐沼線
- 宮城県道29号河南築館線
- 宮城県道198号新田米山線

### バス路線
「梅ヶ沢駅前」停留所にて、下記の路線が発着する。
- 迫住民バス（市民輸送兼スクールバス）
  - 登米市役所迫庁舎行き／北方小学校行き

※乗車するには、バスに挙手して合図する必要がある。降車は郵便局前で行う。

## 隣の駅
東日本旅客鉄道（JR東日本）
■東北本線
瀬峰駅 - 梅ケ沢駅 - 新田駅